# Juha Mieto
Juha Iisakki Mieto (Kurikka, 20 novembre 1949) è un politico, giornalista ed ex fondista finlandese.

## Biografia

### Carriera sciistica

#### Stagioni 1972-1975
Mieto fu il fondista finlandese di maggior successo degli anni settanta. Debuttò in campo internazionale agli XI Giochi olimpici invernali di Sapporo 1972, dove fu quinto nella staffetta (in squadra con Hannu Taipale, Juhani Repo e Osmo Karjalainen, e quarto nella 15 km, con un distacco di appena 0,06 secondi da Ivar Formo, vincitore della medaglia di bronzo. Nel 1973 a Holmenkollen vinse sia la 15 km sia la 50 km; sulla distanza più breve si sarebbe in seguito ripetuto altre quattro volte (1975, 1977 e 1978).
Nella stagione 1973-1974 prese parte alla prima edizione, sperimentale e non ufficiale, della Coppa del Mondo di sci di fondo e chiuse al secondo posto in classifica. Ai Mondiali del 1974 conquistò la sua prima medaglia in campo internazionale, l'argento nella 30 km vinta da Thomas Magnusson, e marcò altri due quarti posti, nella 15 km e nella staffetta (con Raimo Lehtinen, Kalevi Laurila e Osmo Karjalainen).
Anche nella stagione 1974-1975 disputò la Coppa del Mondo sperimentale, arrivando terzo.

#### Stagioni 1976-1981
Ai XII Giochi olimpici invernali di Innsbruck 1976 Mieto vinse il suo unico oro internazionale, nella staffetta composta anche da Matti Pitkänen, Pertti Teurajärvi e Arto Koivisto. Nella 30 km fu ancora una volta quarto, mentre nella 15 km si piazzò 10° e nella 50 km 34°. Al termine della stagione risultò primo nella classifica sperimentale della Coppa del Mondo di quella stagione, dopo aver vinto anche la 15 km di Lahti.
Nel 1977 fu nuovamente secondo nella Coppa del Mondo sperimentale, mentre nel 1978, ai Mondiali di Lahti, ottenne l'argento nella staffetta insieme a Esko Lähtevänoja, Pertti Teurajärvi e Matti Pitkänen.
Ai XIII Giochi olimpici invernali di Lake Placid 1980 Mieto vinse tre medaglie, due argenti (15 km e 50 km) e un bronzo (staffetta, con Harri Kirvesniemi, Pertti Teurajärvi e Matti Pitkänen). Nella 15 km il suo distacco dall'oro, Thomas Wassberg, fu di appena 0,01 secondi, il più ristretto distacco tra primo e secondo nella storia dello sci di fondo ai Giochi olimpici, e indusse la Federazione Internazionale Sci a modificare il proprio regolamento, per le successive competizioni, limitando il cronometraggio a un decimo di secondo. Nella 30 km fu settimo.
Vinse nuovamente la classifica sperimentale di Coppa del Mondo nel 1979-1980.

#### Stagioni 1982-1984
Nella stagione 1982, la prima in cui si disputò ufficialmente la Coppa del Mondo, Mieto ai Mondiali di Oslo ottenne il bronzo nella staffetta (insieme a Kari Härkönen, Aki Karvonen e Harri Kirvesniemi), fu quinto nella 30 km e sesto nella 15 km.
Nella stagione successiva ottenne il primo piazzamento di rilievo ufficiale in Coppa, il 14 gennaio 1983 nella 15 km di Reit im Winkl, e il primo podio, nella 15 km di Sarajevo del 10 febbraio seguente (2°).
Nel 1984 partecipò per l'ultima volta alle Olimpiadi (XIV Giochi olimpici invernali di Sarajevo 1984), vincendo il bronzo nella staffetta (con Kari Ristanen, Harri Kirvesniemi e Aki Karvonen) e fu 4° nella 15 km, 8° nella 30 km e 10° nella 50 km. Chiuse la carriera a fine stagione, il 2 marzo successivo, con il 13º posto ottenuto nella 15 km di Lahti.

### Carriera giornalistica
Dopo il ritiro dalle competizioni, dal 1986 Mieto lavorò come giornalista alla rete televisiva MTV3.

### Carriera politica
Militante nelle file del Partito di Centro Finlandese, fu eletto al Parlamento finlandese nel 2007 nel collegio elettorale di Vaasa. Con 13.768 preferenze risultò il settimo candidato più votato in quella tornata elettorale; ha terminato il suo mandato il 19 aprile 2011.

## Palmarès

### Olimpiadi
- 5 medaglie:
  - 1 oro (staffetta[3] a Innsbruck 1976)
  - 2 argenti (15 km[4], 50 km[4] a Lake Placid 1980)
  - 2 bronzi (staffetta[4] a Lake Placid 1980; staffetta[5] a Sarajevo 1984)

### Mondiali
- 4 medaglie, oltre a quelle conquistate in sede olimpica e valide anche ai fini iridati:
  - 2 argenti (30 km a Falun 1974; staffetta a Lahti 1978)
  - 2 bronzi (15 km a Lahti 1978; staffetta a Oslo 1982)

### Coppa del Mondo
- Miglior piazzamento in classifica generale: 18º nel 1978
- 1 podio individuale[6], oltre a quello conquistato in sede olimpica e valido ai fini della Coppa del Mondo:
  - 1 secondo posto

### Campionati finlandesi
- 19 ori[1]

## Riconoscimenti
Mieto ottenne il riconoscimento maggiore che un atleta dello sci nordico possa ricevere, la Medaglia Holmenkollen, nel 1974.